# Tetractomia barringtonioides
Tetractomia barringtonioides är en vinruteväxtart som beskrevs av Thomas Gordon Hartley. Tetractomia barringtonioides ingår i släktet Tetractomia och familjen vinruteväxter. Inga underarter finns listade i Catalogue of Life.